# Giro dell'Emilia 1935
Il Giro dell'Emilia 1935, ventiduesima edizione della corsa, si svolse il 16 giugno 1935 su un percorso di 270 km con partenza e arrivo a Bologna. Fu vinto dall'italiano Aldo Bini, che completò il percorso in 8h32'08" precedendo in volata i connazionali Eugenio Gestri e Ruggero Balli. Conclusero la prova 20 dei 41 ciclisti al via.

## Percorso
Dopo il via da Bologna, sede della società organizzatrice Velo Sport Reno, si percorsero circa 90 km in pianura attraversando San Giorgio di Piano, San Pietro in Casale, Cento, San Giovanni in Persiceto (km 45), Modena, Formigine (km 79) e Maranello, località da cui si affrontò la prima salita di giornata, quella verso Pavullo nel Frignano. Da Pavullo si discese verso Vignola (km 136) e Casalecchio di Reno (km 171) per avviarsi verso Sasso Marconi e Vado e affrontare la salita verso San Benedetto Val di Sambro (km 211). Giunto a Monghidoro (km 226), il percorso si avviò in discesa, via Loiano e San Ruffillo, verso il traguardo, posto ai Giardini Margherita di Bologna dopo 270 km di corsa.

## Ordine d'arrivo (Top 10)
| Pos. | Corridore         | Squadra        | Tempo    |
| ---- | ----------------- | -------------- | -------- |
| 1    | Aldo Bini         | Maino          | 8h32'08" |
| 2    | Eugenio Gestri    | Bianchi        | s.t.     |
| 3    | Ruggero Balli     | -              | s.t.     |
| 4    | Attilio Masarati  | Ganna          | s.t.     |
| 5    | Augusto Como      | S.P. Giordana  | s.t.     |
| 6    | Adalino Mealli    | Legnano        | s.t.     |
| 7    | Renato Scorticati | -              | s.t.     |
| 8    | Karl Altenburger  | Fréjus         | a 1'30"  |
| 9    | Paride Scacchetti | Mantova Sport. | s.t.     |
| 10   | Adriano Vignoli   | Maino          | s.t.     |